# Cecil Healy
Cecil Patrick Healy (Darlinghurst, Sydney, Nova Gal·les del Sud, 28 de novembre de 1881 – Mont Saint-Quentin, Mosel·la, 29 d'agost de 1918) va ser un nedador australians que va competir a començaments del segle xx.
Healy començà a practicar la natació el 1896, quan es traslladà a viure a Sydney després d'uns anys vivint a Bowral. El 1904 va nedar les 100 iardes en 58", millor temps mundial en aquells moments, però que la manca de regulació dels registres impedeix certificar com a tal. El 1905 nedà les 110 iardes en 58", igualant el rècord mundial, als Campionats d'Australàsia.
El 1906 va prendre part en els Jocs Intercalats d'Atenes, on disputà tres proves del programa de natació. Guanyà la medalla de bronze en els 100 metres lliures, mentre en els 400 metres lliures fou sisè. També disputà la prova de la milla, que hagué d'abandonar.
En finalitzar els Jocs va disputar una gira per Europa, competint a Alemanya, Bèlgica, Països Baixos i el Regne Unit. La manca de diners impedí la seva participació en els Jocs de Londres de 1908. El 1909 i 1910 va guanyar el campionat nacional de les 110 iardes.
Sis anys més tard, als Jocs d'Estocolm va disputar tres proves del programa de natació. En elles guanyà la medalla d'or en els relleus 4x200 m lliures i la de plata en els 100 metres lliures, mentre en els 400 metres lliures fou quart.
Després dels Jocs va fer una gira per Europa, on va millorar el rècord mundial de les 220 iardes en poder de Frank Beaurepaire en més de tres segons a Escòcia, abans de retirar-se i tornar a Austràlia.
Healy era un ferm defensa de la pràctica diària de la natació com a exercici físic. En reconeixement de la seva feina com a socorrista a la platja de Manly va ser guardonat amb la medalla de plata per part de la Royal Humane Society. El 1981 va ser inclòs a l'International Swimming Hall of Fame.

## Carrera militar
El setembre de 1915 Healy es va llistar a l'Australian Defence Force, servint com a sergent d'intendència a Egipte i França. El juny de 1918 fou ascendit a segon tinent del 19è Batalló d'Esportistes. Morí al front de guerra al Somme. Healy continua sent l'únic medallista d'or australià mort al camp de batalla. Fou enterrat al Nou Cementiri Britànic d'Assevillers.